# Mahmoud Guendouz
Mahmoud Guendouz (El-Harrach, 24 de fevereiro, 1953) é um futebolista da Argélia.

## Títulos
Nenhum